# Giovanni Antonelli (anatomista)
Giovanni Antonelli (L'Aquila, 15 marzo 1838 – Napoli, 8 maggio 1914) è stato un anatomista italiano.

## Biografia
Si laureò a Napoli nel 1859. Dal 1870 fino alla morte insegnò Anatomia all'Università di Napoli, dove ebbe tra i suoi allievi e futuro assistente Antonino Anile. Medico "umanista", ebbe come maestri presso il Collegio medico-cerusico Salvatore De Renzi e Stefano delle Chiaie. Studioso della topografia cardiaca e cerebrale, fu autore di importanti trattati di anatomia e di decine di altri contributi medici, oltre alla cura delle traduzioni di opere di illustri medici come Joseph Hyrtl, Henri Etienne Beaunis, Carl Burger, Max Perls, Franz von Pitha, Theodor Billroth, Nicolas Rudinger, Philip Sthor, Carl Ernst Bock e Marie Philibert Constant Sappey .
Insieme a Michele Del Monte nel 1874, Giovanni Antonelli curò l'edizione italiana del “Trattato delle malattie dei tessuti, ossia della pelle, del tessuto cellulare, del sistema linfatico, delle vene, delle arterie e dei nervi” di Otto Weber, facente parte della “Enciclopedia di patologia chirurgica speciale e generale : compresa l'anatomia topografica, la chirurgia operatoria e fasciature” di Franz von Pitha e Theodor Billroth.
Gli è attribuito il merito di aver trasferito presso l'attuale sede dei Chiostri di Santa Patrizia l'Istituto di Anatomia con il suo Museo. Nel 1901 fu nominato Rettore dell'Università e nel 1912 presidente dell'Accademia Pontaniana, carica che, dopo la sua morte, restò vacante fino al 1917 quando fu assunta da Benedetto Croce; fu inoltre Presidente della Regia Accademia medico-chirurgica di Napoli e membro del Consiglio Superiore della Pubblica Istruzione.

## Opere principali
- Topografia delle circonvoluzioni esterne del cervello umano, Napoli, Tipografia editrice dell'Indicatore Generale del Commercio, 1883
- Istituzioni di anatomia topografica, Napoli, Tip. Della R. Universita, 1890
- Compendio di anatomia umana fisiologica, Napoli, Casa Ed. V. Idelson, 1914